# Cadney cum Howsham

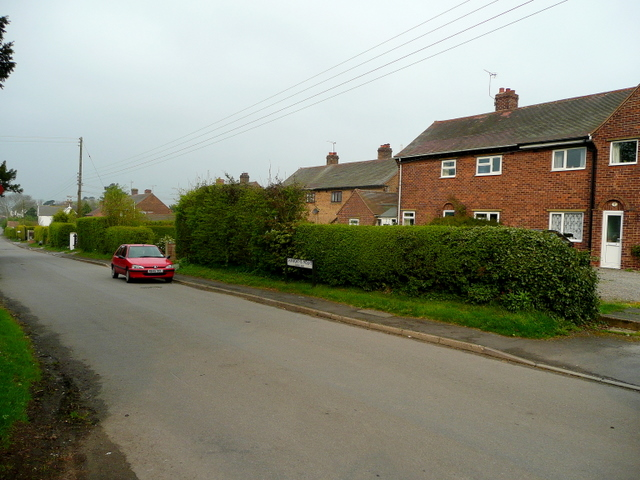
Howsham

Cadney cum Howsham var en civil parish fram till 1936 när blev den en del av Cadney, i grevskapet Lincolnshire, i England. Civil parish var belägen 15 km från Scunthorpe och hade 400 invånare år 1931.